# Kranjski ovnič
Kranjski ovnič (znanstveno ime Zygaena carniolica) je dnevno aktiven nočni metulj iz družine ovničev, ki živi v večjem delu Evrope, razen njenega skrajnega severa.

## Opis
Prek kril meri 30 do 35 mm. Vrsto je razmeroma preprosto ločiti od sorodnih ovničev po obarvanosti: ima bel »ovratnik« in bledorumeno obrobo pik na krilih, pri čemer je pika na najbolj zadenjskem delu krila v obliki polmeseca. Na zadku ima lahko rdeč obroč ali pa je cel zadek črn. Živa obarvanost sporoča, da je podobno kot ostali predstavniki rodu strupen, izloča namreč cianogene glukozide, ki se ob zaužitju pretvorijo v cianovodikovo kislino. Kontrastnih barv so tudi gosenice, ki prav tako vsebujejo cianogene glukozide, s črnim vzorcem na rumeni podlagi.

## Ekologija
Je kserotermofilna vrsta, kar pomeni, da uspeva v toplih in suhih habitatih, najraje na ekstenzivnih travnikih z apnenčasto podlago. Gosenice se prehranjujejo z metuljnicami, kot sta navadna turška detelja in navadna nokota, odrasle živali pa na vijoličnih cvetovih travniških rastlin, kot so njivsko grabljišče, navadni grintavec in glavinci.
Kranjskega ovniča je prvi strokovno opisal Giovanni Antonio Scopoli v svojem delu Entomologia Carniolica po primerkih, ujetih na Kranjskem. Danes ga ogroža krčenje primernih habitatov zaradi intenzifikacije ali opuščanja obdelave toplih travnikov. V Nemčiji je v sklopu prizadevanj za ozaveščanje javnosti postal »žuželka leta 2008«, v Sloveniji pa je simbol Društva za proučevanje in ohranjanje metuljev Slovenije.